# 理查德·馮克
理查德·馮克（英語：Richard Funk，1992年11月22日—）是一名加拿大男子游泳運動員。
馮克是2015年泛美運動會的三枚獎牌得主。2017年4月，馮克入選加拿大2017年世界游泳錦標賽代表隊。

## 網路迷因
馮克因一個迷因而名聲大噪，這個迷因將他的名字和國籍顯示為「CAN Richard FUNK」，就像「can Richard funk?」一樣。

## 外部連結
- 理查德·馮克在加拿大奧林匹克委員會
- 理查德·馮克在大英國協運動會聯合會